# José Bettencourt
José Bettencourt é um surdo português, responsável pelo início do movimento/luta dos surdos, em Portugal.

## Vida e obra
Nasceu na ilha Graciosa, Açores, em 1955. Aos oito anos ficou surdo, vindo, assim, para o Instituto de Surdos-Mudos da Imaculada Conceição, em Lisboa. Posteriormente passou para uma escola de seminaristas, em Beja, onde permaneceu por três anos.
Entrou para a Associação Portuguesa de Surdos, aos dezoito anos, tornando-se presidente em 1983, cargo que ocupou por sete anos, em três mandatos.
Formou-se, em 1981, em ensino e investigação de línguas gestuais, na Universidade Gallaudet, em Washington DC, tornando-se, posteriormente um dos precursores do ensino da Língua Gestual Portuguesa a ouvintes.
No ano lectivo 1984/85 integrou a primeira experiência do ensino bilingue a crianças surdas, em Portugal.
Em 1992 lançou o Gestuário, uma colectânea de gestos, da LGP, fruto da sua pesquisa dos dialectos usados pelos diversos grupos de surdos, em todo o país.